# Шелудивая
Шелудивая — останцовая магматическая (палеовулканическая) гора в Пятигорье, на Кавказских Минеральных Водах. Высота 874 м. Памятник природы.
Расположена в 1,5 км к западу от горы Бештау, на южной окраине города Лермонтова. Склоны покрыты скальными выступами и каменными осыпями, с чем и связано название.
До открытия в 1950-х годах карьера по добыче камня для строительных целей напоминала пирамиду, которая возвышалась над пологосклонным пьедесталом. Сложена бештаунитами, которые прорывают палеогеновые мергели и глинистые сланцы основания. Добыча камня в карьере продолжалась до 1970-х годов; в результате разработок юго-западная половина горы была срезана. Брошенный карьер представляет научно-познавательный интерес для изучения строения и истории образования гор Пятигорья. Северные подножье и нижняя часть склона застроены кварталами города Лермонтова, а восточные — селом Винсады.
Гора покрыта горно-луговой, кустарниковой и широколиственной лесной растительностью.
Является краевым комплексным (ландшафтным) памятником природы.

## Галерея

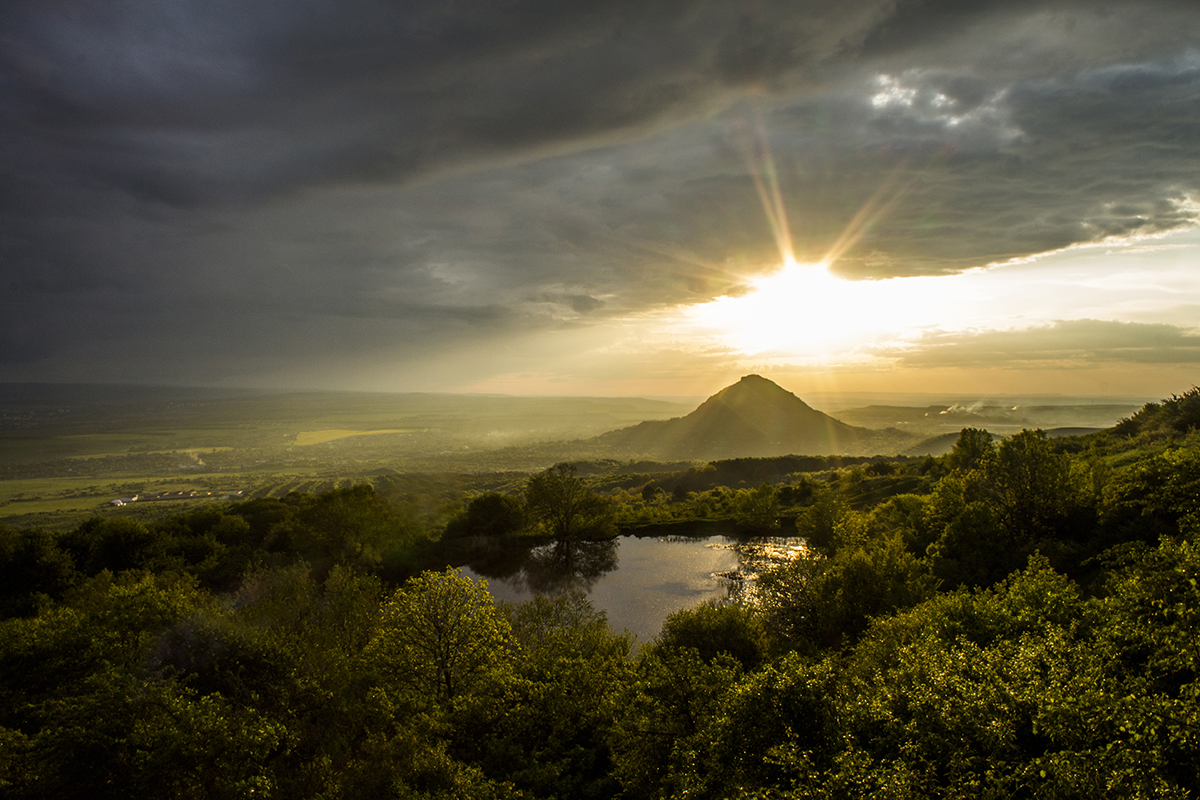
Вид на монастырское озеро возле горы Бештау и на гору Шелудивую
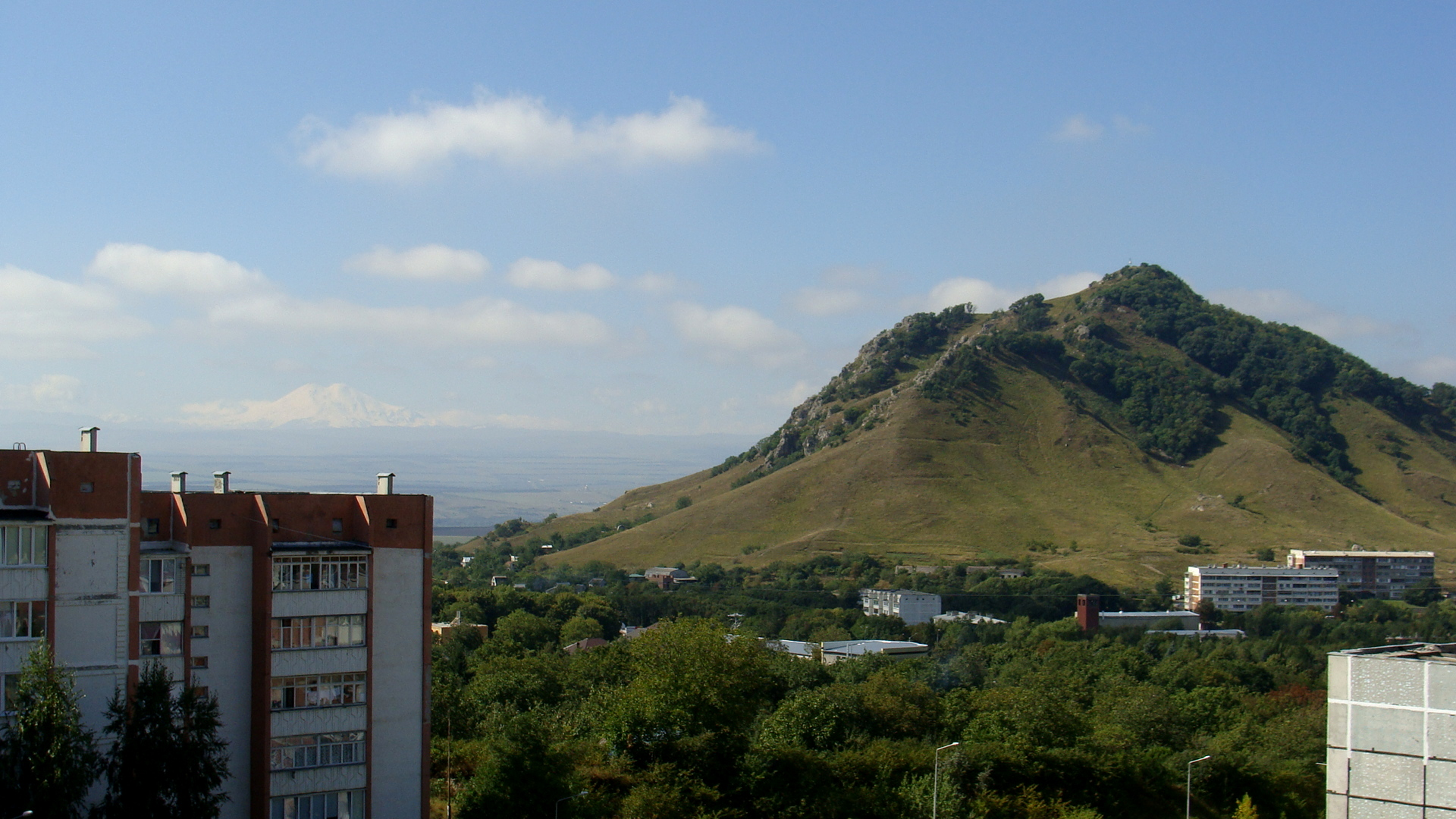
Гора Шелудивая из города Лермонтова
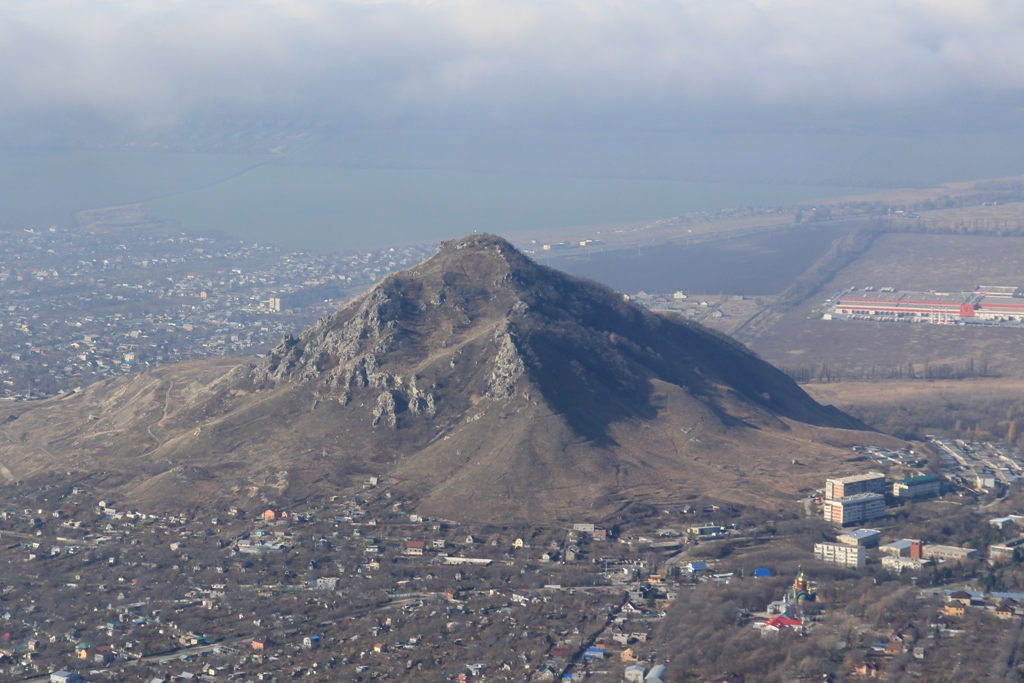
Шелудивая осенью
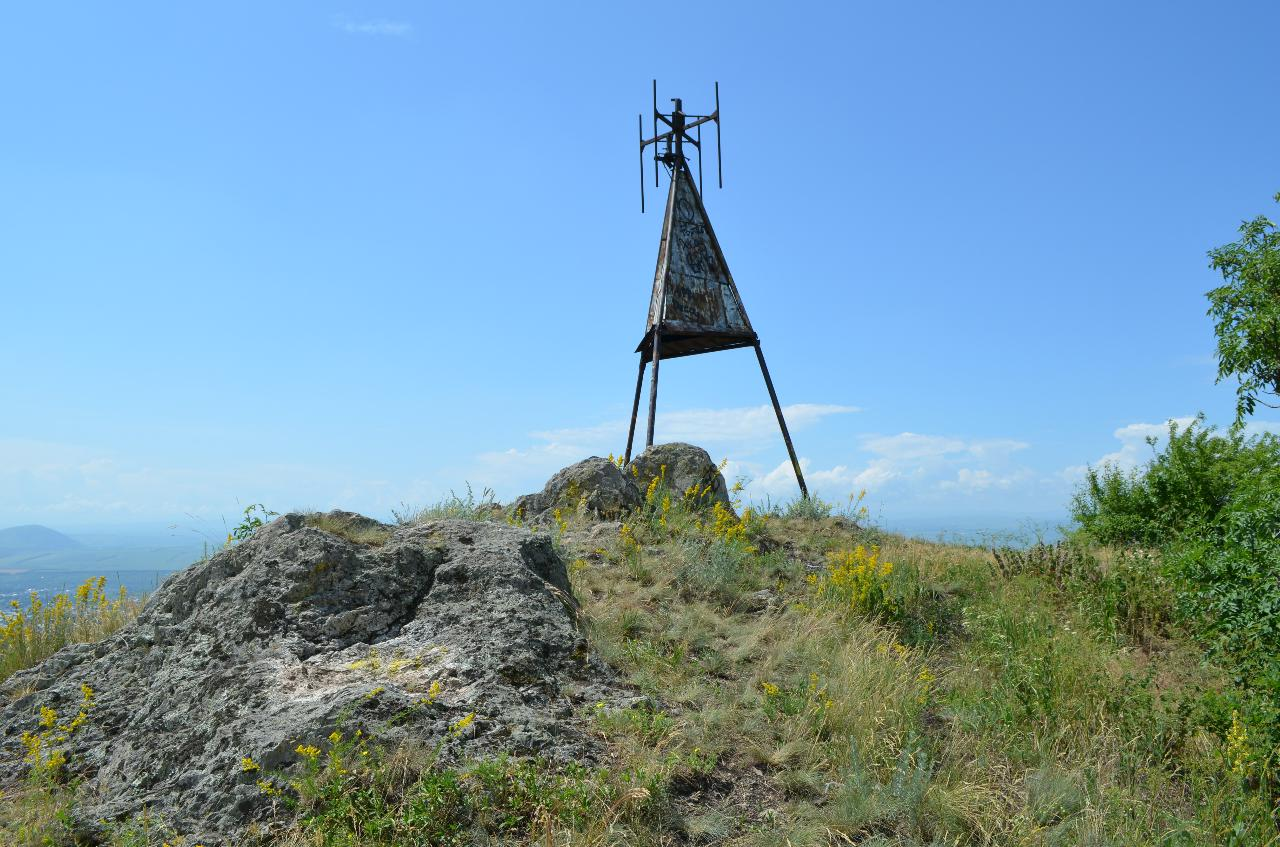
Вершина горы Шелудивой